# Audun Boysen
Audun Boysen (Noruega, 10 de mayo de 1929-2 de marzo de 2000) fue un atleta noruego, especializado en la prueba de 800 m en la que llegó a ser medallista de bronce olímpico en 1956.

## Carrera deportiva
En los JJ. OO. de Melbourne 1956 ganó la medalla de bronce en los 800 metros, con un tiempo de 1:48.1 segundos, llegando a meta tras el estadounidense Tom Courtney que con 1:47.7 segundos batió el récord olímpico, y el británico Derek Johnson (plata).